# Atletisme als Jocs Olímpics d'Estiu de 1924 - 4x400 metres relleus masculins
Els 4x400 metres relleus masculins va ser una de les proves del programa d'atletisme disputades durant els Jocs Olímpics de París de 1924. La prova es va disputar el 12 i 13 de juliol de 1924 i hi van prendre part 38 atletes de 21 nacions diferents.

## Medallistes
| Or                                                                                    | Plata                                                                | Bronze                                                               |
| Estats UnitsCommodore Cochran · Alan Helffrich · Oliver MacDonald · William Stevenson | SuèciaArtur Svensson · Erik Byléhn · Gustaf Weijnarth · Nils Engdahl | Regne UnitEdward Toms · George Renwick · Richard Ripley · Guy Butler |

## Rècords
Aquests eren els rècords del món i olímpic que hi havia abans de la celebració dels Jocs Olímpics de 1924.
| Rècord del Món | 3' 16.6" | Mel Sheppard Edward Lindberg Ted Meredith Charles Reidpath | Estocolm (SWE) | 15 de juliol de 1912 |
| Rècord Olímpic | 3' 16.6" | Mel Sheppard Edward Lindberg Ted Meredith Charles Reidpath | Estocolm (SWE) | 15 de juliol de 1912 |

En la final els Estats Units va establir un nou rècord del món amb un temps de 3' 16.0".

## Resultats

### Semifinals
Les semifinals es van disputar el 12 de juliol de 1924. Els dos primers de cada sèrie passen a la final, per la qual cosa sols un equip, Finlàndia, queda eliminat.
Semifinal 1
| Posició | Atleta                                                                | Temps  | Qual. |
| ------- | --------------------------------------------------------------------- | ------ | ----- |
| 1       | Raymond Fritz, Gaston Féry, Francis Galtier, Barthélémy Favodon (FRA) | 3:30.0 | Q     |
| 2       | Artur Svensson, Erik Byléhn, Gustaf Weijnarth, Nils Engdahl (SWE)     | 3:37.5 | Q     |

Semifinal 2
| Posició | Atleta                                                                    | Temps  | Qual. |
| ------- | ------------------------------------------------------------------------- | ------ | ----- |
| 1       | Edward Toms, George Renwick, Richard Ripley, Guy Butler (GBR)             | 3:22.0 | Q     |
| 2       | Guido Cominotto, Luigi Facelli, Alfredo Gargiullo, Ennio Maffiolini (ITA) | 3:30.0 | Q     |
| 3       | Erik Åström, Hirsch Drisin, Eero Lehtonen, Erik Wilén (FIN)               | 3:32.2 |       |

Semifinal 3
| Posició | Atleta                                                                       | Temps  | Qual. |
| ------- | ---------------------------------------------------------------------------- | ------ | ----- |
| 1       | Commodore Cochran, William Stevenson, Oliver MacDonald, Alan Helffrich (USA) | 3:27.0 | Q     |
| 2       | Horace Aylwin, Alan Christie, Don Johnson, Billy Maynes (CAN)                | 3:34.5 | Q     |

### Final
La final es va disputar 13 de juliol de 1924.
| Place | Athletes                                                                     | Time      |
| ----- | ---------------------------------------------------------------------------- | --------- |
| 1     | Commodore Cochran, William Stevenson, Oliver MacDonald, Alan Helffrich (USA) | 3:16.0 WR |
| 2     | Artur Svensson, Erik Byléhn, Gustaf Weijnarth, Nils Engdahl (SWE)            | 3:17.0    |
| 3     | Edward Toms, George Renwick, Richard Ripley, Guy Butler (GBR)                | 3:17.4    |
| 4     | Horace Aylwin, Alan Christie, Don Johnson, Billy Maynes (CAN)                | 3:22.8    |
| 5     | Raymond Fritz, Gaston Féry, Francis Galtier, Barthélémy Favodon (FRA)        | 3:23.4    |
| —     | Guido Cominotto, Luigi Facelli, Alfredo Gargiullo, Ennio Maffiolini (ITA)    | 3:28.0    |